# لمس متعدد
اللمس المتعدد (بالإنجليزية: Multi-touch) هو تعبير عن مجموعة من التقنيات التفاعلية التي تسمح لمستخدمي الكمبيرتر أو الجهاز الذكي بالسيطرة على التطبيقات الرسومية بواسطة اللمس بالأصابع في عدة مناطق بآن واحد.
تقانة اللمس المتعدد تتكون من مسطح قابل للمس (الشاشة أو طاولة أو جدار أوغير ذلك من المسطحات) أو حساس اللمس (تاتش باد touchpad)، بالإضافة إلى برامج للتعرف على نقاط اتصال متعددة في وقت واحد، خلافاً لتقانة شاشات اللمس التقليدية (تاتش سكرين touchscreen) مثل لوحة القلم الإلكتروني أو أجهزة الصرف الآلي التي تتعرف على نقطة اتصال واحدة فقط.
ويتحقق هذا التعرف من خلال وسائل متنوعة، منها على سبيل المثال لا الحصر:
- التعرف على الحرارة.
- ضغط الأصابع.
- بالتقاط صور الحركة بواسطة كاميرات ذات معدل التقاط مرتفع.
- بالتقاط ضوء الأشعة تحت الحمراءا.
- بالتعرف الضوئي المباشر.
- بالتعرف الكهرومغناطيسي
- باستقبال الموجات فوق الصوتية
- باللاقطات الليزرية.

بتقنية التعرف على الظلال.